# Coelopa frigida
Coelopa frigida är en tvåvingeart som först beskrevs av Fabricius 1805.  Coelopa frigida ingår i släktet Coelopa och familjen tångflugor. Enligt den finländska rödlistan är arten nära hotad i Finland. Enligt den svenska rödlistan är arten sårbar i Sverige. Arten förekommer i Götaland och Gotland. Arten har tidigare förekommit på Öland men är numera lokalt utdöd. Artens livsmiljö är grus-, klapper- och stenstränder vid Östersjön, strandängar vid Östersjön. Inga underarter finns listade i Catalogue of Life.